# Joseph Powathil
Arcybiskup senior Joseph Powathil (ur. 14 sierpnia 1930 w Kurumbanadam, Indie, zm. 18 marca 2023) – emerytowany biskup diecezji Kanjirapally, arcybiskup archidiecezjii Changanassery Kościoła syromalabarskiego. 

## Życiorys
Uczęszczał do szkół Holy Family LP School i St. Peter's UP School. Po ukończeniu szkoły średniej St. Berchmans High School, studiował ekonomię na St. Berchmans College. Został wyświęcony na prezbitera 3 października 1962. Tuż po święceniach otrzymał stanowisko wykładowcy ekonomii na St. Berchmans College. 
29 stycznia 1972 otrzymał nominację na biskupa pomocniczego diecezji Changanassery, a sakry udzielił mu Paweł VI 13 lutego 1972. Wraz z biskupem Antony Padiyarą wprowadził wiele reform w diecezji. Był inicjatorem Diecezjalnego Ruchu Młodych "Yuvadeepti", który z biegiem czasu przekształcił się w Kerala Catholic Youth Movement. 
26 lutego 1977 otrzymał nominację na stanowisko biskupa nowo powstałej diecezji Kanjirappally, a stanowiko objął 12 maja 1977. 
5 listopada 1985 roku mianowano go arcybiskupem Changanassery, urząd objął 17 stycznia 1986 i pełnił go do 19 marca 2007, kiedy to złożył rezygnację z powodu osiągnięcia wieku emerytalnego.